# Atheta unigena
Atheta unigena är en skalbaggsart som beskrevs av Thomas Casey 1910. Atheta unigena ingår i släktet Atheta och familjen kortvingar. Inga underarter finns listade i Catalogue of Life.